# Acid Violet 5
C.I. Acid Violet 5 ist ein Azofarbstoff aus der anwendungstechnischen Gruppe der Säurefarbstoffe.

## Eigenschaften
Acid Violet 5 ist ein violetter Farbstoff, der zur Markierung der Laufmittelfront bei Agarose-Gelelektrophoresen dem Probenpuffer zugesetzt wird, meistens in einer Konzentration zwischen 0,01 und 0,1 g/l. Weiterhin wird es als Redoxindikator verwendet.